# Scheunenviertel

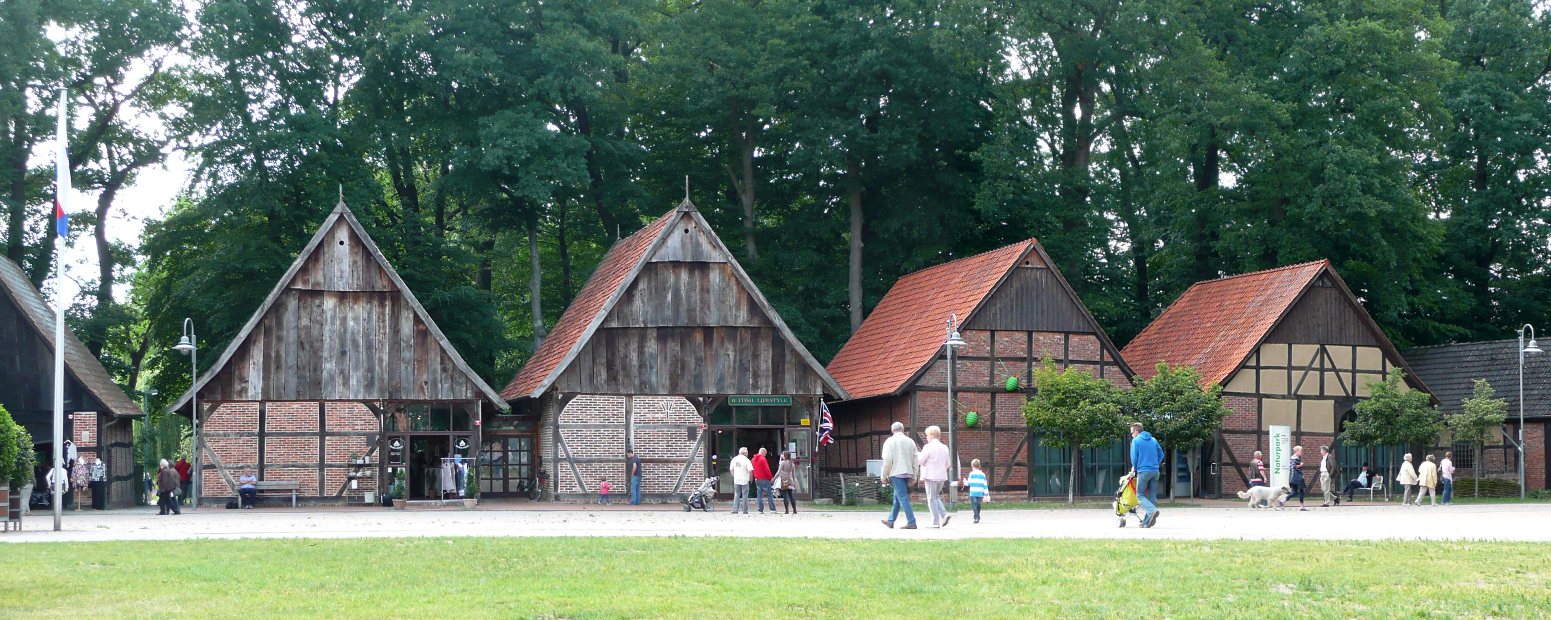
Scheunenviertel in Steinhude

Als Scheunenviertel bezeichnet man das am Rand einer Ortschaft gelegene Gebiet, das meist zusammenhängend und straßenbegleitend mit Scheunen zur Lagerung von Heu, aber auch Stroh, bebaut wurde. Grund für die Anordnung der vorwiegend aus Holz erbauten Scheunen vor den Toren (d. h. außerhalb) der Städte oder Dörfer war die hohe Brandgefahr durch die mögliche Heuselbstentzündung der eingelagerten Mahd.

## Beschreibung
Aufgrund des Strukturwandels in der Landwirtschaft sind die Gebäude der Scheunenviertel vielfach umgenutzt oder abgerissen worden. Projekte wie „Regionale Scheunenviertel der Aller-Weser-Hunte-Region“ in Niedersachsen haben es sich zum Ziel gesetzt, die Bedeutung und die Entwicklung der Scheunenviertel zu dokumentieren und erlebbar zu machen. Außerdem versuchen sie, die noch vorhandenen Gebäude zu erhalten.

## Bekannte Scheunenviertel

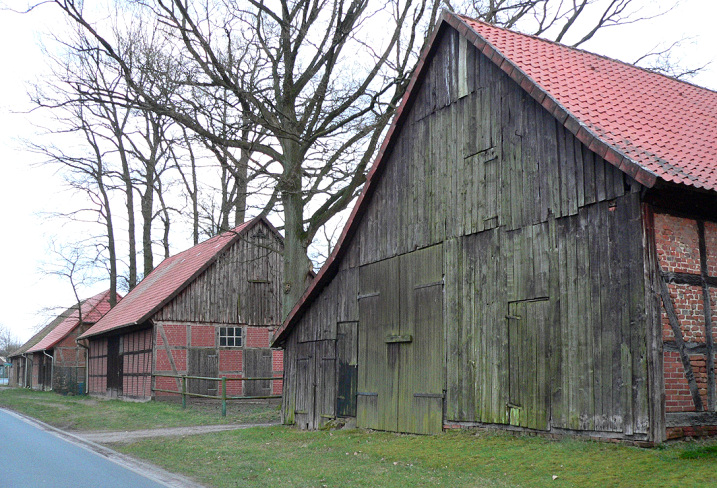
Scheunenviertel in Ahlden (Aller)

Scheunenviertel in Harpstedt

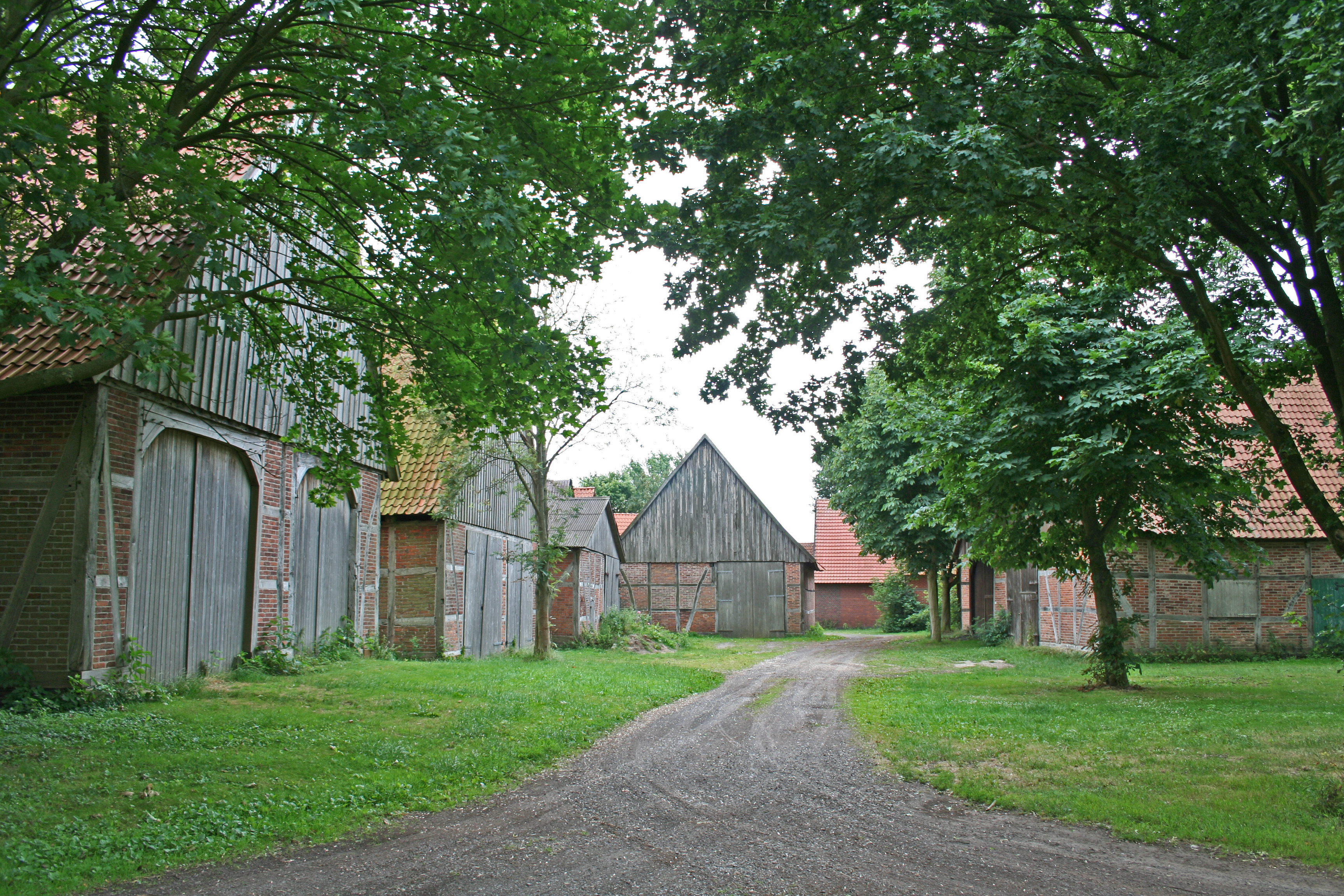
Scheunenviertel in Schlüsselburg

- das Scheunenviertel in Berlin-Mitte
- das Scheunenhofviertel in Dresden
- das Scheunenviertel in Ebermannstadt
- das Scheunenviertel in Gräfenberg
- das Scheunenviertel in Freiberg
- das Scheunenviertel in Gerasdorf bei Wien

### Brandenburg
Bis heute gut erhalten sind Scheunenviertel im Berliner Umland, wie zum Beispiel in 
- Kremmen,
- Friedland,
- Friesack,
- Mittenwalde,
- Trebbin, oder in
- Altlandsberg.

### Mecklenburg-Vorpommern
- Laage: Scheunenviertel von 1875, im Rahmen der Städtebauförderung saniert

### Niedersachsen
- Ahlden (Aller)
- Estorf (Weser)
- Schwamstedt-Grindau
- Harpstedt: Harpstedter Scheunenviertel
- Liebenau
- Scheunenviertel Neubruchhausen
- Schlüsselburg: Schlüsselburger Scheunenviertel
- Steinhude
- Wellie